# سفارت ایتالیا در کیف
سفارت ایتالیا در کیف (به لاتین: Embassy of Italy) یک منطقهٔ مسکونی و نمایندگی سیاسی این کشور در اوکراین است که در کیف (اوکراین) واقع شده‌است.